# Salts als Jocs Olímpics d'estiu de 1920
Als Jocs Olímpics de 1920 celebrats a la ciutat d'Anvers (Bèlgica) es disputaren cinc proves de salts, tres en categoria masculina i dos en categoria femenina.

## Nacions participants
Participaren en la competició de salts 53 saltadors (35 homes i 18 dones) de 14 nacions diferents:
| - Àustria (1) (homes:0; dones:1) - Bèlgica (3) (homes:3; dones:0) - Brasil (1) (homes:1; dones:0) - Canadà (1) (homes:1; dones:0) - Dinamarca (5) (homes:3; dones:2) - Estats Units (14) (homes:7; dones:7) - Finlàndia (3) (homes:3; dones:0) | - França (1) (homes:1; dones:0) - Itàlia (1) (homes:1; dones:0) - Japó (1) (homes:1; dones:0) - Noruega (4) (homes:2; dones:2) - Regne Unit (5) (homes:3; dones:2) - Suècia (12) (homes:8; dones:4) - Suïssa (1) (homes:1; dones:0) |

## Resum de medalles

### Categoria masculina
| Prova                        | Or                | Argent            | Bronze        |
| Trampolí de 3 metres detalls | Louis Kuehn       | Clarence Pinkston | Louis Balbach |
| Palanca de 10 metres detalls | Clarence Pinkston | Erik Adlerz       | Harry Prieste |
| Palanca alta detalls         | Arvid Wallman     | Nils Skoglund     | John Jansson  |

### Categoria femenina
| Prova                        | Or               | Argent             | Bronze       |
| Trampolí de 3 metres detalls | Aileen Riggin    | Helen Wainwright   | Thelma Payne |
| Palanca de 10 metres detalls | Stefanie Clausen | Beatrice Armstrong | Eva Olliwier |

## Medaller
| Posició | País         | Or | Argent | Bronze | Total |
| 1       | Estats Units | 3  | 2      | 3      | 8     |
| 2       | Suècia       | 1  | 2      | 2      | 5     |
| 3       | Dinamarca    | 1  | 0      | 0      | 1     |
| 4       | Regne Unit   | 0  | 1      | 0      | 1     |